# Barela Rock
Barela Rock är en kulle i Antarktis. Den ligger i Västantarktis. Inget land gör anspråk på området. Toppen på Barela Rock är 47 meter över havet.
Terrängen runt Barela Rock är platt söderut, men norrut är den kuperad. Trakten är obefolkad. Det finns inga samhällen i närheten.